# Estadio Joaquim Portugal

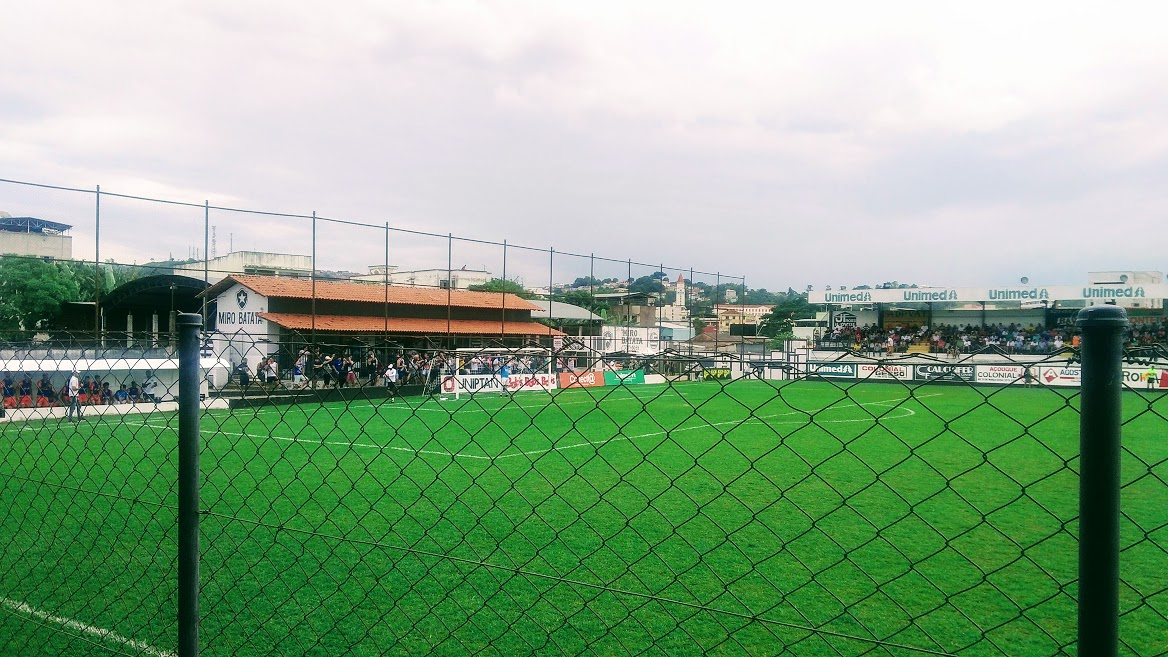
Estadio Joaquim Portugal. 21.1275°S 44.2434°W

El estadio Joaquim Portugal, también conocido como Arena Unimed por los derechos de nombre, es un estadio de fútbol brasileño construido en São João del-Rei (estado de Minas Gerais) en el barrio de Matosinhos.

## Comando de campo
El estadio es donde el Athletic Club juega sus partidos para el Campeonato Mineiro de Fútbol.

## Capacidad
El estadio tiene una capacidad liberada por la Asociación de Fútbol de Minas Gerais de 4.655 personas y es uno de los estadios más grandes de la región geográfica intermedia de Barbacena.